# Canthigaster punctatissima
Canthigaster punctatissima là một loài cá biển thuộc chi Canthigaster trong họ Cá nóc. Loài này được mô tả lần đầu tiên vào năm 1870.

## Phân bố và môi trường sống
C. punctatissima có phạm vi phân bố ở vùng biển Đông Thái Bình Dương. Loài này được tìm thấy từ nửa phía nam vịnh California trải dài đến Ecuador, bao gồm tất cả các hòn đảo ngoài khơi. C. punctatissima được thu thập xung quanh các rạn san hô và các mỏm đá ngầm ở độ sâu khoảng 20 m trở lại.

## Mô tả
C. punctatissima trưởng thành có kích thước tối đa được ghi nhận là khoảng 9 cm. Cơ thể của C. punctatissima có màu nâu sẫm (màu nâu vàng trên vùng mõm) với nhiều đốm trắng phủ khắp cơ thể. Đôi khi có một vài vạch trắng tỏa ra từ mắt.
Số gai ở vây lưng: 0; Số tia vây mềm ở vây lưng: 10; Số gai ở vây hậu môn: 0; Số tia vây mềm ở vây hậu môn: 10; Số tia vây mềm ở vây ngực: 15 - 18.
Cũng như những loài cá nóc khác, C. punctatissima có khả năng sản xuất và tích lũy các độc tố như tetrodotoxin và saxitoxin trong da, tuyến sinh dục và gan. Mức độ độc tính khác nhau tùy theo từng loài, và cũng phụ thuộc vào khu vực địa lý và mùa.
Thức ăn của C. punctatissima rất đa dạng, bao gồm rong tảo, các loài động vật giáp xác và động vật thân mềm. Cá trưởng thành thường bơi theo cặp.